# Polygonatum zanlanscianense
Polygonatum zanlanscianense là một loài thực vật có hoa trong họ Măng tây. Loài này được Pamp. miêu tả khoa học đầu tiên năm 1915.